# Matthew Carter
Matthew Carter es un tipógrafo británico conocido por ser el creador, entre otras, de dos de las tipografías más usadas en el ámbito digital; Verdana y Georgia. Debido a esto, en 2005, la revista The New Yorker lo describió como el hombre más leído del mundo. A lo largo de su vida ha sido reconocido con numerosos premios por sus contribuciones a este ámbito del diseño, incluyendo un doctorado honoris causa en Letras Humanas del Instituto de Arte de Boston, perteneciente a la Universidad de Lesley, una medalla de AIGA en 1995, la Medalla del Type Directors Club en 1997, y el SOTA (Society of Typographic Aficionados) en 2005.

## Biografía
Nacido en Londres en 1937, Mathew Carter es hijo del tipógrafo y estudioso de la imprenta Harry Carter. Por mediación de su padre, Carter se trasladó en 1955 a Holanda para trabajar durante un año en la compañía Johan Enschede & Zn, una imprenta especializada en documentos de seguridad, sellos y billetes de banco, donde aprendió el punzonado manual, el método utilizado para fabricar moldes utilizados para fundir el tipo de metal. 
A su vuelta a Gran Bretaña abandonó los estudios y, con la aprobación de sus padres, decidió dedicarse al diseño de tipos. En 1961 consiguió tallar su propia versión de la tipografía seminegrita Dante. En Londres fue consejero tipográfico de Crosfield Electronics, distribuidores de las máquinas de fotocomposición Photon y en 1965 fue contratado por la compañía estadounidense Mergenthaler Linotype, con sede en Nueva York. 

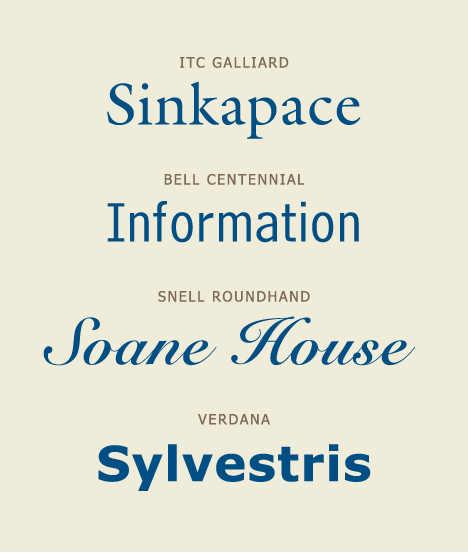
Ejemplos de tipografías creadas por Carter

Carter ha sido testigo de la transición del tipo en metal al tipo digital. En 1981 Carter junto a Mike Parker fundó Bitstream, una de las primeras empresas de diseño tipográfico digital, que abandonó en 1991 para formar Carter & Cone. Con esta nueva firma se centró en mejorar la legibilidad de varias tipografías, diseñando para Microsoft y Apple, las conocidas fuentes Georgia y Verdana, creadas exclusivamente para su visualización en monitores de ordenador.
Diseñó muchas tipografías para Mergenthaler Linotype como la Bell Centennial para la compañía Bell Telephone en su primer centenario. De regreso a Londres continuó trabajando en las subsidiarias de Linotype en Alemania y Gran Bretaña. A lo largo de su carrera, Carter ha diseñado tipos para publicaciones como Time, Washington Post, New York Times, Boston Globe, Wired, y Newsweek. En 2007, Carter diseñó una nueva variante del tipo de letra Georgia para su uso en la interfaz gráfica de la Terminal Bloomberg.